# Red global de geoparques
La Red global de geoparques  (GGN - Global Geoparks Network, en inglés), es una red voluntaria apoyada por la Unesco, desde la División de Ecología y Ciencias de la Tierra. La GGN «es una red dinámica donde sus miembros se comprometen a trabajan conjuntamente e intercambiar ideas sobre buenas prácticas y unirse en proyectos comunes para elevar los estándares de calidad de todos los productos y prácticas de un Geoparque Global».
Mientras que la GGN se reúne cada dos años, día a día funciona a través de redes operativas regionales como la Red de Geoparques Europeos que se reúne dos veces al año para desarrollar y promover actividades conjuntas.

## Definición
Un geoparque es un área unificada con un patrimonio geológico de importancia internacional y donde ese patrimonio se emplea para promover el desarrollo sostenible de las comunidades locales que habitan en él.
La marca «Geoparque Global» es un distintivo de calidad voluntario y aunque no es una designación legislativa, los lugares patrimoniales clave dentro de un geoparque deberían estar protegidos bajo la legislación local, regional o nacional, según resulte apropiado.
UNESCO ofrece su apoyo a los geoparques globales según las solicitudes realizadas ad hoc por Estados miembros. El estatus de geoparque global no implica restricciones sobre ninguna actividad económica dentro del Geoparque siempre y cuando esta actividad se desarrolló de acuerdo con la legislación vigente de cumplimiento. 
Un geoparque debe cumplir una serie de criterios, según establece Unesco, para poder unirse a la red global de geoparques. Así, entre otros criterios, un candidato debe acreditar:
- la existencia de un plan gestor diseñado para fomentar el desarrollo socioeconómico sostenible, basado principalmente en el Geoturismo
- demostrar métodos para conservar y mejorar el patrimonio geológico y proveer de los medios para transmitir las disciplinas vinculadas a las Ciencias de la Tierra y otras materias ambientales;
- propuestas de apoyo de autoridades públicas, comunidades locales e intereses privados para actuar conjuntamente en el territorio.

## Miembros de la red global de geoparques

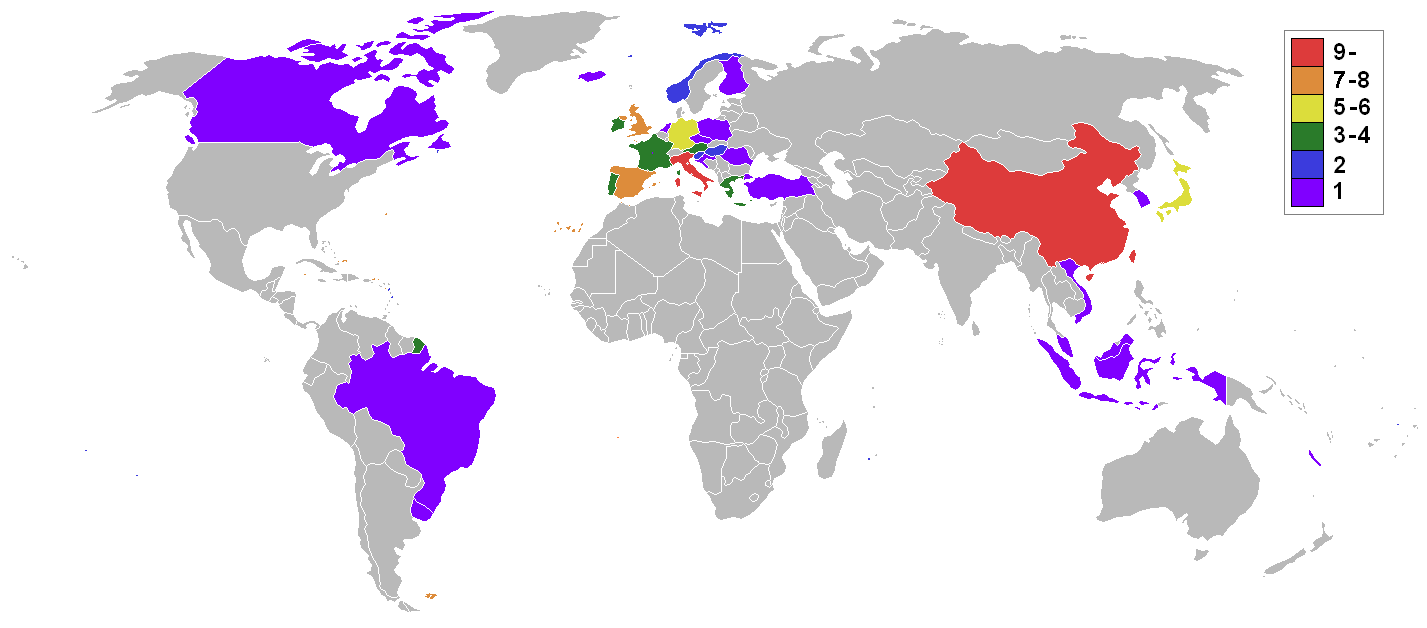
Los geoparques en 2014.

A fecha de julio de 2020 existen 101 Geoparques Globales:

### AustriaAustria
Parque natural Eisenwurzen
Geoparque Alpes Cárnicos

### AustriaAustriayEsloveniaEslovenia
Geoparque Karavanke/Karawanken

### Brasil
Geoparque Araripe

### CanadáCanadá
Geoparque Stonhammer

### Chile
Geoparque Kütralkura

### ChinaChina
Geoparque Alaxa
Geoparque Danxiashan
Geoparque Fangshan
Geoparque Funiushan
Geoparque Hexigten National
Geoparque Hong Kong
Geoparque Huangshan (WH)
Geoparque Jingpohu
Geoparque Leiqiong
Geoparque Leye-Fengshan
Geoparque Longhushan
Geoparque Mount Lushan (WH)
Geoparque Mount Taishan (WH)
Geoparque Ningde
Geoparque Qinling Zhongnanshan
Geoparque Sanqingshan Global Geopark
Geoparque Shennongia
Geoparque Shilin (WH)
Geoparque Songshan
Geoparque Taining National
Geoparque Tianzhushan
Geoparque Wangwushan-Daimeishan
Geoparque Wudalianchi (MAB)
Geoparque Xingwen National
Geoparque Yandangshan National
Geoparque Yanqing
Geoparque Yuntaishan
Geoparque Zhangjiajie
Geoparque Zigong

### CroaciaCroacia
Geoparque Papuk

### República ChecaRepública Checa
Geoparque Bohemian Paradise Bohemia

### Ecuador
Geoparque Imbabura
Geoparque Napo-Sumaco

### FinlandiaFinlandia
Geoparque Rokua

### Francia
Reserva Geológica de Alta Provenza
Geoparque Luberon
Geoparque Massif du Bauges
Geoparque Chablais

### AlemaniaAlemania
Geoparque Bergstrasse–Odenwald
Geoparque Harz Braunschweiger Land Ostfalen
Geoparque de Swabian Albs
Geoparque Terra Vita
Geoparque Vulkaneifel - Renania-Palatinado

### AlemaniaAlemaniayPoloniaPolonia
Geoparque Muskau Arch

### GreciaGrecia
Geoparque Bosque Petrificado de Lesbos
Parque natural Psiloritis - Creta
Geoparque Chelmos - Vouraikos - Peloponeso
Geoparque Vikos - Aoos

### HungríaHungría
Geoparque Bakony-Balaton

### HungríaHungríayEslovaquiaEslovaquia
Geoparque Novohrad Nograd

### IslandiaIslandia
Geoparque Katla

### India
Geoparque global Batur

### Irlanda
Geoparqe Copper Coast
Geoparque Burren and Cliffs of Moher

### IrlandayReino UnidoReino Unido
Geoparque Marble Arch Caves

### ItaliaItalia
Parque natural Adamello-Brenta
Parque de Beigua
Parque Geominero de Cerdeña
Parque de Madonie
Geoparque Rocca di Cerere
Geoparque Alpes Apuanos
Geoparque Tuscan Mining Park - Toscana
Geoparque Parco Nazionale del Cilento e Vallo di Diano - Campania
Geoparque Sesia Val Grande

### JapónJapón
Geoparque Itoigawa
Geoparque Muroto
Geoparque Oki islands
Geoparque San'in Kaigan
Geoparque Toya Caldera and Usu Volcano
Geoparque Unzen Volcanic Area

### Corea del SurCorea del Sur
Geoparque Jeju (WH)

### Malasia
Geoparque Langkawi

### México
Geoparque Comarca Minera
Geoparque Mixteca Alta

### Nicaragua
Geoparque Río Coco

### PaísesBajos
Geoparque Hondsrug

### NoruegaNoruega
Geoparque Gea-Norvegica
Geoparque Magma

### Perú
Geoparque Colca y Volcanes de Andagua

### Portugal
Geoparque Arouca
Geoparque Naturtejo
Geoparque Azores

### RumaniaRumania
Geoparque país de los Dinosaurios de Hateg

### EsloveniaEslovenia
Geoparque Idrija

### EspañaEspaña
Geoparque  Cabo de Gata-Níjar -  Andalucía
Parque cultural del Maestrazgo -  Aragón
Geoparque de las Sierras Subbéticas -  Andalucía
Geoparque de Sobrarbe -  Aragón
Geoparque Villuercas-Ibores-Jara -  Extremadura
Geoparque de la Costa Vasca - País Vasco -  País Vasco
Geoparque Sierra Norte de Sevilla -  Andalucía
Geoparque Cataluña Central - Cataluña
Geoparque Comarca de Molina - Alto Tajo -  Castilla-La Mancha
Geoparque de la isla del Hierro -  Canarias
Geoparque de la isla de Lanzarote y archipiélago Chinijo -  Canarias
Geoparque Conca de Tremp-Montsec -  Cataluña
Geoparque Las Loras -  Castilla y León

### Turquía
Geoparque Kula

### Reino UnidoReino Unido
GeoParque north Pennines A.O.N.B. -  Inglaterra
GeoParque north West Highlands -  Escocia
Geoparque del Fforest Fwar -  Gales
Geoparque English Riviera - Devon
Geoparque Geo Mon -  Gales
Geoparque Shetlands -  Inglaterra

### Uruguay
Geoparque Grutas del Palacio

### VietnamVietnam
Geoparque Dong Van Karst

## La red global de geoparques
Bienalmente se celebra la Conferencia Internacional sobre Geoparques, donde se revisan los criterios de calidad de los Geoparques y se revisan las nuevas candidaturas. Los primeros miembros de la GGN fueron nombrados durante la primera conferencia en 2004 celebrada en Pekín, con los Geoparques Nacionales de China y con los miembros de la Red de Geoparques Europeos y desde entonces ha experimentado un notable crecimiento extendiéndose por otros continentes:
| Sesión | Año  | Lugar                | Fecha            |
| ------ | ---- | -------------------- | ---------------- |
| 1ª     | 2004 | Pekín, China         | junio 27–julio 7 |
| 2ª     | 2006 | Belfast, Reino Unido | Septiembre 17–21 |
| 3ª     | 2008 | Osnabrück, Alemania  | junio 22–26      |
| 4ª     | 2010 | Langkawi, Malasia    | abril 12–16      |
| 5ª     | 2012 | Unzen, Japón         | mayo 12–15       |

La GGN trabaja en sinergia con la División de Ciencias de la Tierra de la Unesco para ofrecer otras vías de desarrollo sostenible y promoción de la relación de las comunidades locales con su entorno natural. 
En septiembre de 2013 100 Geoparques distribuidos por 31 países han sido incluidos en la GGN.

## Otras fuentes
- United Nations Environment Programme
- Patrimonio de la Humanidad
- Red de Geoparques Europeos